# Приключения Икабода и мистера Тоада
«Приключе́ния Икабо́да и ми́стера То́ада» (англ. «The Adventures of Ichabod and Mr. Toad») — одиннадцатый американский полнометражный мультфильм компании Walt Disney Productions. Экранизация произведений Кеннета Грэма (Ветер в ивах) и Вашингтона Ирвинга (Легенда о Сонной Лощине). Премьера фильма состоялась 5 октября 1949 года.

## Сюжет
Поскольку анимационные сегменты фильма основаны на литературных произведениях, они оба вводятся в живые сцены, установленные в библиотеке в качестве устройства кадрирования. Первый сегмент вводится и рассказывается Бэзилом Рэтбоуном, а второй сегмент вводится и рассказывается Бингом Кросби. Decca Records выпустили альбом под названием Ichabod — The Legend of Sleepy Hollow с участием Кросби в 1949 году, чтобы связать его с выпуском фильма.

### Ветер в ивах
Этот сегмент основан на литературном произведении Кеннета Грэма — «Ветер в ивах» (1908). История разворачивается в и вокруг Лондона, Англия, Великобритания между 10 июня 1909 года и 1 января 1910 года. Главный герой Джей Тадеуш Тоад, Эсквайр (жаба), вводится как «неизлечимый авантюрист», который «никогда не считал стоимость». Как «один тревожный элемент» истории, хотя он и является богатым владельцем поместья Тоад-Холл, приключения Тоада и «положительная мания к причудам» привели его на грань банкротства. В крайнем случае, друг Тоада, Энгус Макбаджер (барсук) добровольно вызвался в качестве бухгалтера, чтобы помочь Тоаду сохранить своё имущество, которое является источником гордости в обществе.
Однажды летом Макбаджер просит друзей Тоада — Рэтти (водяная крыса) и Моули (крот) убедить Тоада отказаться от своей последней мании безрассудно ездить по сельской местности в цыганской кибитке с конём по имени Сирил Крутобокий, что может накопить большую финансовую ответственность в повреждённом имуществе. Рэтти и Моули противостоят Тоаду, но он не в состоянии изменить своё мнение. Тоад тогда видит автомобиль в первый раз и становится очарован новой машиной, будучи захваченным «авто-манией».
Чтобы вылечить новую манию Тоада, Рэт и Моули посадили Тоада под домашний арест. Тем не менее, хитроумный Тоад сбегает и позже его арестовывают и обвиняют в угоне автомобиля. На суде Тоад представляет себя и вызывает своего коня Сирила в качестве первого свидетеля стороны защиты. Сирил свидетельствует, что автомобиль, в угоне которого обвинялся Тоад, уже угнала банда хорьков. Тоад вошёл в придорожную таверну мистера Уинки, где была припаркована машина, и предложил купить машину у хорьков. Однако, поскольку Тоад был не при деньгах, он предложил хорькам обменять Тоад-Холл на машину, на что те сразу же согласились. Прокурор и судья недоверчиво относятся к этому заявлению, и тогда Тоад вызывает мистера Уинки в качестве свидетеля сделки; однако, когда Тоад сказал ему объяснить, что на самом деле произошло 12 августа в его заведении, Уинки ложно свидетельствует, что Тоад пытался продать ему украденный автомобиль. Тоад признан виновным на месте и приговорён к двадцати годам лишения свободы с отбыванием наказания в лондонском Тауэре. Друзья Тоада пытались ему помочь, но безуспешно. Они обивали пороги судов, но всё безрезультатно, друзья Тоада обратились даже в Верховный Суд, но и он оставил приговор без изменения. В итоге, дело Джей Тадеуша Тоада закрыли.
В канун Рождества Сирил навещает Тоада, переодевшись в бабушку, и помогает ему бежать, давая ему свою собственную маскировку. Тоад быстро бежит к железнодорожной станции и захватывает локомотив поезда и выезжает со станции, направляясь к берегу реки, чтобы не попасться полиции на другом локомотиве. Между тем, Макбаджер обнаруживает, что Уинки является лидером банды хорьков, и что они действительно захватили Тоад-Холл; сам Уинки владеет договором. Зная, что документ с подписью Тоада и Уинки докажет невиновность Тоада, четверо друзей пробираются в Тоад-Холл и забирают документ после изнурительной погони по поместью.
Затем фильм заканчивается началом Нового Года: Тоад оправдан и вернул свой дом, в то время как это подразумевает, что Уинки и его приспешников арестовали и заключили в тюрьму. Когда Макбаджер, Рэтти и Моули празднуют Новый год с тостом за Тоада, который, по их мнению, полностью исправился, Тоад и Сирил опрометчиво пролетают мимо на самолёте братьев Райт 1903 года; Тоад по-настоящему не исправился, но развил манию к самолётам.

### Легенда о Сонной Лощине
Второй сегмент основан на «Легенде о Сонной Лощине» Вашингтона Ирвинга. Хотя фильм вводит историю как Икабод Крейн, более поздние отдельные релизы сохранили первоначальное название истории (В качестве короткого рассказа «Легенда о Сонной Лощине» была первоначально опубликована в Эскизе книги с другими историями, а не в виде одного тома, как показано в фильме).
В октябре 1790 года, Икабод Крейн, долговязый, прожорливый, суеверный, но очаровательный человек прибывает в Сонную Лощину в штате Нью-Йорк — небольшую деревню к северу от Тарритауна и Нью-Йорк Сити, которая славится своими леденящими душу историями, чтобы быть новым школьным учителем города. Несмотря на своё странное поведение, внешность и женственные манеры, Икабод вскоре завоёвывает сердца сельских женщин и формирует хорошие дружеские отношения со своими учениками. Бром Боунс, хитрый и отчаянный сумасбродный герой города, делает всё возможное, чтобы запугать Икабода. Тем не менее, он очень хорошо игнорирует эти насмешки и продолжает взаимодействовать с горожанами. Затем Икабод влюбляется в Катрину Ван Тассел, красивую дочь и единственного ребёнка Балтуса Ван Тасселя, который является самым богатым человеком во всей округе (в отличие от большинства фильмов, Катрина не говорит диалог в этом сегменте). Несмотря на то, что он влюбляется в неё, Икабод в основном желает взять деньги её семьи для себя. Бром, который также влюблён в неё, продолжает соревноваться со школьным учителем. Икабод выигрывает Катрину при каждой возможности, хотя, без его ведома, Катрина, которая думает, что Бром слишком уверен в себе, только использует Икабода, чтобы заставить Брома ревновать и заставлять его больше стараться для её привязанностей.
Два кавалера-соперника приглашены на вечеринку по случаю Хэллоуина Ван Тасселем, где Бром пытается обменять пухлую женщину на Катрину, которая танцует с Икабодом, но комично терпит неудачу. Пока оба мужчины ужинают, Бром ловит Икабода, нервно бросающего соль через плечо. Обнаружив, что Икабод очень суеверен, он решает напугать его, спев историю о легендарном Всаднике без головы, который, по-видимому, был убит пушечным ядром в недавнем конфликте и путешествует каждый год на Хэллоуин, ища голову, чтобы заменить ту, которую он потерял, и что единственный способ избежать призрака — пересечь старый крытый мост через ручей. Все остальные, включая Катрину, находят это забавным, в то время как Икабод, с другой стороны, начинает бояться за свою жизнь.
По дороге домой с вечеринки, Икабод становится параноиком от каждого животного шума, который он слышит, проезжая через тёмный лес, увеличивая свой страх перед возможностью встречи с всадником. Путешествуя по старому кладбищу, Икабод считает, что слышит звук скачущей к нему лошади, но обнаруживает, что звук издают соседние рогозы, бьющие бревно. С облегчением, Икабод начинает смеяться со своей лошадью. Однако их смех прерывается появлением настоящего Всадника без головы, верхом на чёрной лошади (то есть, подозрительно, идентично лошади Брома) и готового напасть. После того, как призрак бросается в погоню, Икабод, вспоминая совет Брома, пересекает крытый мост, который останавливает преследование призрака. Тем не менее, всадник бросает свою пылающую голову-тыкву на кричащего Икабода (его крики похожи на крики Плуто), который пытается пригнуться, но терпит неудачу и получив сильный удар, падает в пыль сломя голову.
На следующее утро шляпа Икабода найдена на мосту рядом с разбитой тыквой всадника без головы, но самого учителя нигде не нашли — он как сквозь землю провалился. Через некоторое время Бром венчается с Катриной. Начинают распространяться слухи, что Икабод всё ещё жив и даже женат на богатой вдове в далёком графстве с детьми, которые все похожи на него. Тем не менее, люди Сонной Лощины считают эти слухи сущей чепухой и настаивают на том, что учителя «утащил» Всадник без головы.
Затем фильм заканчивается последней картиной смеющегося всадника, становящегося затем фигурой анимированной книги, которая закрывается и возвращается на полку. Когда камера отходит от полок в библиотеке и переходит к окну, свет внезапно выключается. Рассказчик, испугавшись, заканчивает фильм словами: «Господи, ну просто мурашки по коже».

## Роли озвучивали
- Бинг Кросби — рассказчик «Легенды о Сонной Лощине», Икабод Крейн, Бром Боунс
- Бэзил Рэтбоун — рассказчик «Ветра в ивах», полицейский №1
- Эрик Блор — мистер Тоад
- Дж. Пэт О’Мэлли — Сирил Крутобокий
- Джон МакЛэйш — прокурор
- Колин Кэмпбелл[уточнить] — Моул[уточнить]
- Кэмпбелл Грант — Энгус МакБэджер
- Клод Аллистер — Рэт
- Билли Блэтчер — смех Всадника без головы
- Пинто Колвиг — Икабод Крейн (крики)*
- Лесли Дэнисон — судья, хорёк №1*
- Алек Харфорд — Мистер Уинки*
- Кларенс Нэш — конь Икабода*
- Эдмонд Стивенс — хорёк №2*

Условные обозначения:
- Звёздочка — актёры, неуказанные в титрах

## Песни
- Весёлая песня (The Merrily Song)
- Икабод Крейн (Ichabod Crane)
- Катрина (Katrina)
- Всадник без головы (Headless Horseman)

## Награды
- 1950 Мультфильм получил Золотой Глобус (Golden Globes, USA, — Best Cinematography — Color).[7]